# Cantón de Torcy
El cantón de Torcy es una división administrativa francesa, situada en el departamento de Sena y Marne y la región Isla de Francia.

## Geografía
Este cantón es organizado alrededor de Torcy en él distrito de Torcy.

## Composición
El cantón de Torcy agrupa 6 comunas:
- Bussy-Saint-Georges
- Bussy-Saint-Martin
- Collégien
- Croissy-Beaubourg
- Ferrières-en-Brie
- Torcy

## Historia
Cuando el 26 de febrero de 1790 es creado el " Departamento de Sena y arne ", Torcy es uno de 540 municipios. Ni más, ni menos. Por cierto cantones que reagrupan varios municipios han sido creados pero se trata de un recorte informal y a veces incoherente. Hay que esperar 1833 (Ley del 22 de junio) para que los cantones se hagan unas circunscripciones electorales. Torcy entonces forma parte del de Lagny sobre el Marne que cuenta 29 municipios  y 16700 habitantes. Esta atadura va a durar más de un siglo. En 1975, teniendo en cuenta que los principios del crecimiento demográfico vinculado a la llegada del Marne el Valle y con el fin de estar pegado más cerca al perímetro de organización, el cantón de Lagny va a perder los 10 municipios concernidas por esta operación, dando origen así, el 8 de octubre, al cantón de Torcy, del nombre del municipio el más poblado de la época, que se hace de allí de hecho la ciudad capital del lugar.
El cantón cuenta entonces a 13000 habitantes de los que la cuarta parte  viven Torcy. Diez años más tarde, la población del Valle Maubuée literalmente estalló. El cantón cuenta más de 50000 habitantes. También, con el fin de guardarle una talla humana es vuelto a recortar otra vez para encontrar su fisonomía actual.

## Demografía
| 5 485 | 7 771 | 16 765 | 26 873 | 38 255 | 49 119 |
| Para los censos de 1962 a 1999 la población legal corresponde a la población sin duplicidades (Fuente: INSEE [Consultar]) |       |        |        |        |        |